# Mako Iwamatsu
Mako Iwamatsu (Kōbe, Japó, 10 de desembre de 1933 − Somis, Califòrnia, Estats Units, 21 de juliol de 2006) va ser un actor japonès.

## Biografia
Emigra als Estats Units el 1949 i estudia arquitectura. Durant el seu servei militar al començament dels anys 1950, descobreix una passió pel teatre que desenvolupa en el Pasadena Playhouse. Obté la nacionalitat americana el 1956. Obté el seu primer paper en el cinema en La Presa dels voltors (1959). Frustrat per les possibilitats limitades ofertes als actors d'origen asiàtic, contribueix a fundar East West Players, una de les primeres companyies teatrals per a actors i escenògrafs d'origen asiàtic, a Los Angeles el 1965.
El 1967, és nominat per l'Oscar al millor actor secundari per al seu paper en El Iang-tsé en flames. Interpreta després sobretot papers secundaris a The Island at the Top of the World (1970), The Killer Elite (1975), Conan el Bàrbar (1982), Rising Sun (1993), Highlander 3 (1995), Set anys al Tibet (1997) i Pearl Harbor (2001). El 1994, rep la seva estrella al Walk of Fame. Una mica abans de la seva mort, grava la veu de Splinter a la pel·lícula d'animació TMNT: Les Tortugues ninja (2007).
També ha efectuat nombroses aparicions en sèries de televisió i ha estat la veu de Iroh per a les dues primeres temporades de la sèrie de televisió d'animació Avatar: L'últim mestre de l'aire. Al teatre, ha estat nominat al Tony Award al millor actor en una comèdia musical per al seu paper a l'obra Pacific Overtures  (1976). Casat amb l'actriu Shizuko Hoshi, és el pare de dues filles.

## Filmografia
Cinema
- 1966: El Iang-tsé en flames: Po-Han
- 1968: The Ugly Dachshund: Kenji
- 1974: The Island at the Top of the World de Robert Stevenson: Oomiak
- 1975: Els aristòcrates del crim (The Killer Elite): Yuen Chung
- 1980: La fúria de Chicago: Herbert
- 1981: Ull per ull (An Eye for an Eye): James Chan
- 1982: Conan el Bàrbar: El mag
- 1984: Conan el Destructor (Conan the Destroyer): L'encantador Akiro
- 1988: Tucker: Jimmy Sakuyama
- 1990: Milionari a l'instant (Taking Care of Business) d'Arthur Hiller: M.. Sakamoto
- 1991: Pacific Heights: Toshio Watanabe
- 1992: Sidekicks: M. Lee
- 1993: Robocop 3: Kanemitsu
- 1993: Rising Sun de Philip Kaufman: Yoshida-san
- 1995: Crying Freeman: Shido Shimazaki
- 1995: Highlander III: The Sorcerer d'Andrew Morahan: Nakano
- 1997: Set anys al Tibet: Kungo Tsarong
- 2001: Pearl Harbor: l'almirall Yamamoto
- 2003: El monjo (Bulletproof Monk): M.. Kojima
- 2007: TMNT: Tortugues Ninja Joves Mutants: Mestre Splinter (veu)

Sèrie de televisió
| Any  | Sèrie                            | Paper          | Temporada(s) | Episodi(s) |
| ---- | -------------------------------- | -------------- | ------------ | ---------- |
| 1978 | Columbo, Episodi 2               | M. Ozu         | 7            | 2          |
| 1978 | Wonder Woman                     | M. Brown       | 3            | 13         |
| 1978 | The Incredible Hulk              | Li Sung        | 2            | 7 i 18     |
| 1982 | Magnum                           | Tozan          | 3            | 14         |
| 1987 | Tour of Duty                     | Tran           | 1            | 5          |
| 1996 | Walker, Texas Ranger             | Dr Henry Lee   | 5            | 21         |
| 1998 | Martial Law                      | Maïtre Reng    | 1            | 21 i 22.   |
| 1999 | Walker, Texas Ranger             | Edward Song    | 8            | 18         |
| 1999 | 7th Heaven                       | Henry Muranaka | 4            | 9          |
| 2000 | Diagnosis Murder                 | Lee Moy        | 8            | 18         |
| 2003 | Black Sash                       | Master Li      | 1            | 1 a 8      |
| 2003 | Charmed                          | ????           | 6            | 5          |
| 2004 | Monk                             | Maïtre Zee     | 3            | 11         |
| 2005 | Avatar: l'últim mestre de l'aire | Iroh           | 1 i 2        |            |

## Premis i nominacions

### Nominacions
- 1967: Oscar al millor actor secundari per El Iang-tsé en flames
- 1967: Globus d'Or al millor actor secundari per El Iang-tsé en flames